# 酒桶人

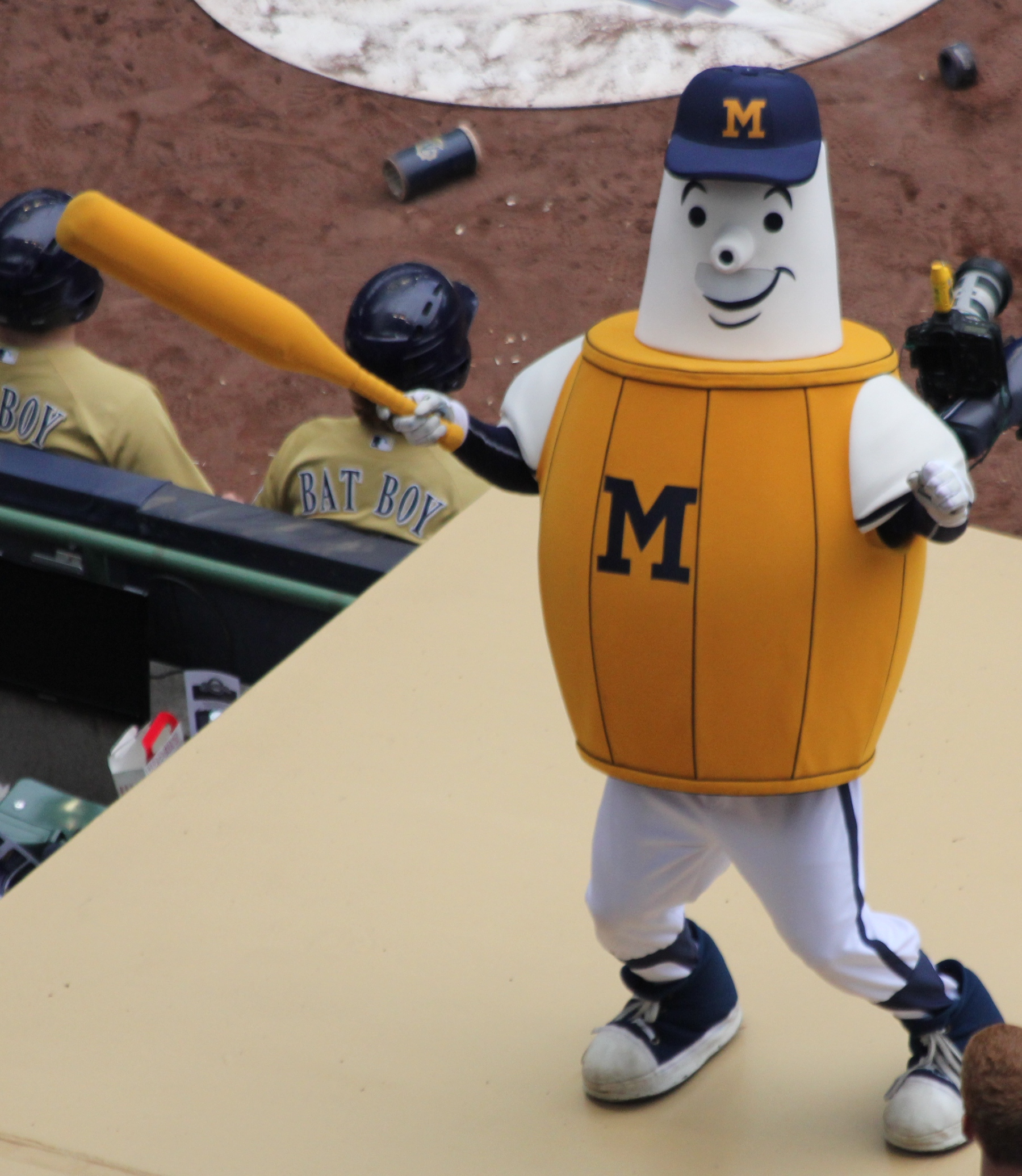
酒桶人形象

酒桶人（英語：Beer Barrel Man），是美國威斯康辛州密尔沃基两支绰号为酿酒人的棒球球队所使用之吉祥物标志。

## 起源
酒桶人首次出现是在1940年代，被小联盟中的密尔沃基酿酒人队使用，该队同样位于密尔沃基。在一段时间内，它曾被称呼为“奥古斯特”（Owgust）。
酒桶人的躯干是啤酒桶，鼻子是水龙头。